# 莊士英
莊士英（1588年—1643年），字声伯，號屺雲，浙江宁波府定海縣人，明末政治人物。

## 生平
萬曆四十三年（1615年）乙卯科浙江鄉試四十九名舉人，崇禎七年（1634年）甲戌科進士，本年十月授四川漢州知州。